# 1 Live Fiehe
1 Live Fiehe ist eine von 1 Live ausgestrahlte und von Klaus Fiehe moderierte Hörfunksendung. Von 1996 bis 2006 hieß die Sendung Raum und Zeit. Mit einem Relaunch des Programms des nun als 1 Live firmierenden Senders am 5. Januar 2007 wurde der Name der Sendung in den heutigen Namen geändert. Ausstrahlungstermin und Inhalt blieben jedoch unverändert.
Die Sendung, durch die mit wenigen Ausnahmen seit 1996 Klaus Fiehe führt, gehört zu den letzten verbliebenen Autoren-Musiksendungen in der deutschen Hörfunklandschaft, die zunehmend vom Formatradio geprägt ist.
1 Live Fiehe läuft sonntags von 21 bis 24 Uhr. Bis Ende März 2025 starte sie um 22 Uhr und endete um 1 Uhr. Schwerpunkt der Sendung sind verschiedene Spielarten elektronischer Musik wie Freestyle, Ambient, Dub, Minimal und Drum and Bass. Da Klaus Fiehe einen Rockmusik-Background hat, ist auch häufig Punk- oder Rockmusik zu hören. Die Musikauswahl spielt sich dabei abseits vom Mainstream ab.
Abgerundet wird die Sendung durch Fiehes Moderation mit großem Fach- und Insiderwissen.
Bis Mitte 2023 gab es einen eigenen Webchannel, in dem die jeweils letzte Sendung als Stream in Dauerschleife zu hören war. Seitdem ist das Sendungs-Archiv in der ARD-Audiothek für das laufende Jahr verfügbar.